# TUI Group

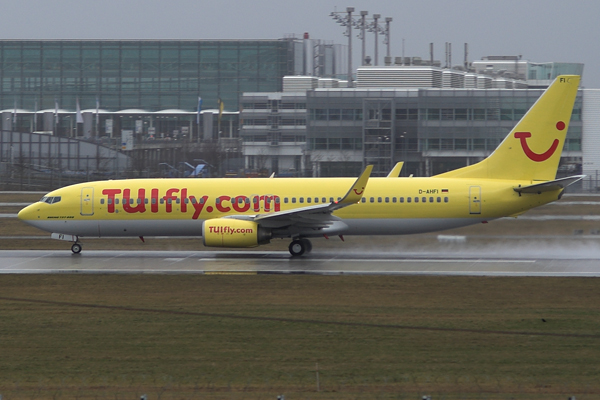
TUIFly Boeing 737-800

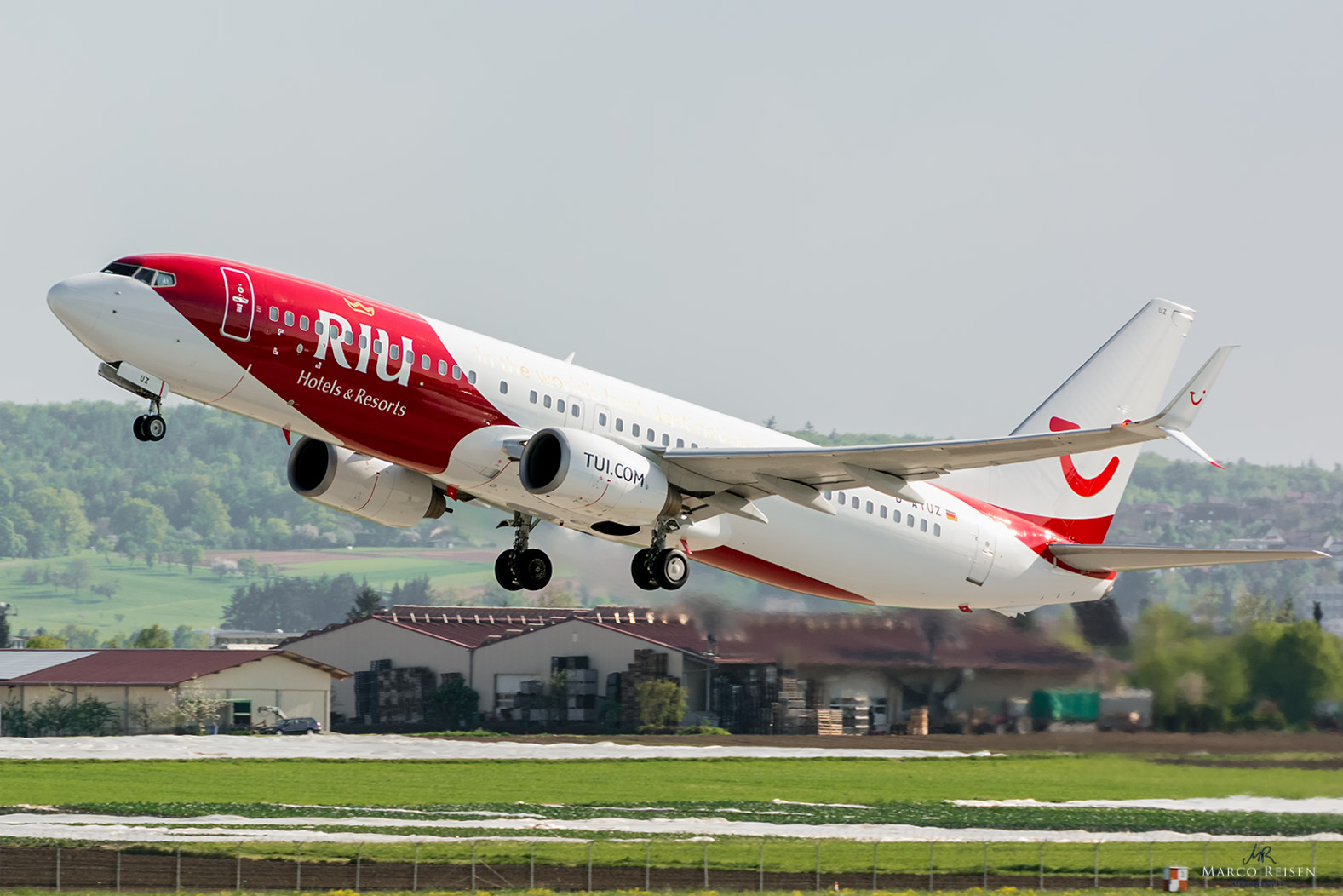
Een TUI fly Boeing 737-800 in de RIU kleuren

TUI Group (Touristik Union International) is een multinationale groep die vooral actief is in de toerismesector. De hoofdzetel is gevestigd in Hannover, Nedersaksen, Duitsland.
De aandelen van de TUI Group staan genoteerd aan de Frankfurter Wertpapierbörse en de London Stock Exchange. Het maakt onderdeel uit van de FTSE 100 aandelenindex. De grootste aandeelhouder is de Rus Aleksej Mordasjov. Hij bezit 11% van de aandelen die hij middels Unifirm Limited en Severgroup in handen heeft. Echter sinds de Russische invasie van Oekraïne in 2022 zijn de aandelen van Mordasjov door middel van EU sancties bevroren en heeft hij geen inspraak meer in de bedrijfsvoering van TUI Group. Het bedrijf heeft een gebroken boekjaar dat loopt tot 30 september.

## Geschiedenis
Touristik Union International (TUI) werd in 1968 opgericht in Duitsland. Midden jaren negentig transformeerde het bedrijf tot TUI AG, een toerisme-, scheepvaart- en logistiek concern.
TUI kondigde in 2007 een fusie aan van haar toerismeactiviteiten met de Britse touroperator First Choice Holidays en daaruit is een nieuwe organisatie ontstaan, TUI Travel plc genaamd, waarin TUI AG het meerderheidsbelang had.
TUI bezat tot 2012 een van de grootste maritieme rederijen, Hapag-Lloyd AG. Een meerderheidsbelang in Hapag-Lloyd werd verkocht in 2009 en de resterende aandelen in 2012 omdat het concern zich geheel wilde concentreren op de toerismeactiviteiten.
In juni 2014 kondigde TUI AG dat het volledig zou fuseren met TUI Travel plc tot TUI Group. De fusie werd afgerond op 17 december 2014. Door de samensmelting ontstond 's werelds grootste aanbieder van pakketreizen. De fusie heeft geleid tot aanzienlijke operationele en financiële voordelen, alleen al met het sluiten van het Britse hoofdkantoor werd jaarlijks 45 miljoen euro bespaard. De combinatie blijft beursgenoteerd in zowel het Verenigd Koninkrijk als Duitsland. De hoofdnotering zal die in Londen zijn, hoewel het hoofdkantoor in Hannover blijft. De marktwaarde van het bedrijf was zo'n 6,5 miljard euro per september 2014.
In 2015 werden de vijf luchtvaartmaatschappijen van de TUI Group hernoemd onder één luchtvaartmaatschappij met de titel 'TUI'. Arkefly (hernoemd TUI fly Nederland), Jetairfly (hernoemd TUI fly België), Thomson Airways (hernoemd TUI Airways), TUIfly (hernoemd TUI fly Deutschland) en TUIfly Nordic (hernoemd TUI fly Nordic) behielden hun afzonderlijke Air operator's certificate, maar opereren sindsdien onder een centrale organisatie.

### Tijdlijn
- 1968 - Oprichting van TUI (Touristik Union International) een associatie van de middelgrote touroperators Touropa, Scharnow-Reisen, Hummel Reise and Dr. Tigges
- 1970 - Airtours International en TransEuropa integreren in TUI; Creatie van ROBINSON Club
- 1972 - Participatie in verschillende hotelmerken zoals Iberotel, RIU Hotels (1977), Grecotel (1981)
- 1995 - Ontstaan van TUI Oostenrijk en TUI Nederland, door de acquisitie van Holland International en het meerderheidsaandeel in Arke BV
- 1996 - TUI wordt actief in België, door een aandeelhouderschap in Jetair NV
- 1996 - Oprichting TUI Zwitserland
- 1998 - Verwerving van de groep Preussag/Hapag-Lloyd en omgedoopt tot Hapag Touristik Union (HTU)
- 2000 - HTU omgedoopt tot TUI Group
- 2001 - TUI Group is nu 100% onderdeel van Preussag AG
- 2002 - Preussag AG wordt omgedoopt tot TUI AG
- vanaf 2002 reorganisatie naar een toerismebedrijf
- 2005 - Scheepvaartactiviteiten worden ondergebracht in Hapag-Lloyd. Met de overname van CP Ships wordt het 's werelds op vier na grootste containerscheepvaartbedrijf.
- 2006 - TUI verkoopt zijn laatste industriële holding[5]
- 2007 - First Choice Holidays plc en TUI AG worden samengevoegd tot TUI Travel plc, gevestigd te Londen
- 2009 - Meerderheid aandelen Hapag-Lloyd worden verkocht
- 2012 - Afronding verkoop Hapag-Lloyd[5]
- 2014 - Fusie van TUI AG met TUI Travel plc tot TUI Group
- 2019 - Verkoop van cruiserederij Hapag-Lloyd Cruises voor €1,2 miljard aan de Hamburgse rederij TUI Cruises.[6] Dat is weer een joint venture van de reisorganisatie en de Amerikaanse cruiserederij Royal Caribbean Cruises Ltd. Per 30 september 2019 had Hapag-Lloyd Cruises vier schepen in de vaart.

## Activiteiten
Anno 2018 is de onderneming, die belangen heeft in heel Europa, de grootste toerismegroep ter wereld. Het bezit reisbureaus, touroperators, luchtvaartmaatschappijen, hotels en cruiseschepen. Een belangrijk onderdeel van het concern vormen de eigen luchtvaartmaatschappijen in België, Nederland, Duitsland, Groot-Brittannië, Frankrijk, en Scandinavië, die gezamenlijk de grootste vakantievloot van Europa vormen.
In België is TUI actief met de touroperators onder de namen TUI (Belgium) (tot 19 oktober 2016: Jetair) en VIP Selection (voorheen ook Sunjets en VTB Reizen); met de reisbureauketen TUI (tot 19 oktober 2016: Jetaircenter) en met luchtvaartmaatschappij TUI fly (tot 19 oktober 2016: Jetairfly).
In Nederland TUI (tot 1 oktober 2015 Arke en tot 1 oktober 2016 Holland International), Kras, Robinson en Sawadee Reizen.
TUI Group heeft (indirect):
- 61.091 werknemers
- ongeveer 3500 reisagentschappen in 20 landen
- 101 touroperators
- 134 vliegtuigen in 6 luchtvaartmaatschappijen in de TUI Airlines-alliantie
- 418 hotels
- 16 cruiseschepen

### Organisatie

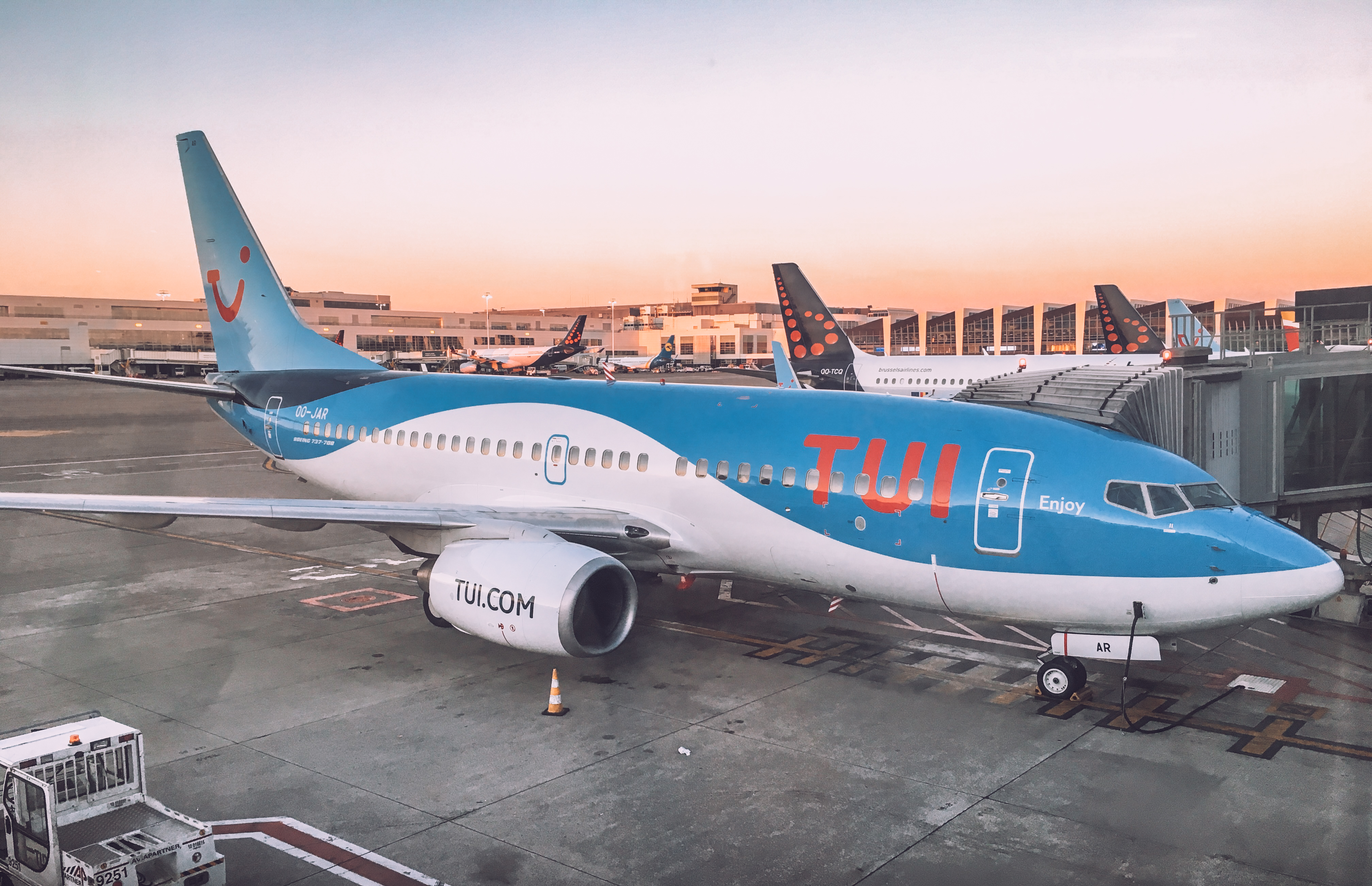
Een TUI fly Boeing 737-700 in het nieuwe 'Dreamwave'-patroon van TUI Group

| TUI Group                              | TUI Group                               | TUI Group                  | TUI Group                                               | TUI Group | TUI Group                                       |
| TUI Centraal Europa                    | TUI Noord-Europa                        | TUI West-Europa            | TUI Hotels & Resorts                                    | TUI Airlines | Cruises                                         |
| -------------------------------------- | --------------------------------------- | -------------------------- | ------------------------------------------------------- | --- | ----------------------------------------------- |
| Duitsland Oostenrijk Zwitserland Polen | Verenigd Koninkrijk Ierland Scandinavië | Frankrijk België Nederland | RIU ROBINSON Grupotel Grecotel Iberotel MAGIC LIFE e.a. | TUI fly (Nederland) (voorheen Arke, ArkeFly) Corsair International TUI fly (België) (voorheen Jetairfly) TUI Airways (voorheen Thomson Airways) TUI fly Nordic TUI fly (Deutschland) | TUI Cruises Marelle Cruises Hapag-Lloyd Cruises |

### Merknamen
De bekendste merken waarvan TUI Group eigenaar is:
- TUI
- TUI fly
- TUI Blue
- RIU
- TUI Magic Life
- Robinson
- Time To Smile
- Splashworld
- TUI Suneo
- TUI Kids' Club
- Scene

#### Opgekochte merknamen
- Kras (per 1 april 2021 TUI)
- Thomson Holidays (per medio 2017 TUI)
- Thomson Airways (per medio 2017 TUI fly)
- Jetair (per 19 november 2016 TUI fly Belgium)
- Arke (per 1 oktober 2015 TUI fly Nederland)
- Holland International (per 1 oktober 2015)
- Finnmatkat (per 2014 TUI)
- Star Tour (per 2014 TUI)
- Fritidsresor (per 2014 TUI)
- First Choice Holidays
- Sunjets
- VIP Selection
- VTB Reizen
- L'Tur
- Look Voyages
- Marmara
- Corsair
- Gulet
- Nouvelles Frontières
- Sunwing Holidays